# Popis televizijskih serija Marvel Cinematic Universe
Televizijske serije Marvel Cinematic Universe (MCU) američke su televizijske serije o superjunacima temeljene na likovima koji se pojavljuju u stripovima Marvel Comics-a. Serije su smještene ili inspirirane zajedničkim svemirom MCU filmske franšize.
MCU se prvi put proširio na televiziju 2010. godine nakon stvaranja "Marvel Television" studia, a od rujna 2013. do listopada 2020. producirao je 12 serija s ABC Studiom i njegovim produkcijskim odjelom ABC Signature Studios. Premijerno su prikazane na streamingu i kabelskoj televiziji na ABC-u, Netflixu, Hulu-u i Freeformu.
Glavne ABC serije inspirirane su po filmovima i istaknutim filmskim likovima, a tu skupinu serije nazvali su "Marvel Heroes". Povezana skupina serija za Netflix nazvana je "Marvel Knights". "Young adult series" proizvedene su za Freeform i Hulu. Prije nego što je "Marvel Television" zatvoren u prosincu 2019. godine, Hulu je planirao i započeo novu skupinu serija nazivom "Adventure into Fear" u kojoj je proizveo samo jednu seriju s jednom sezonom.
Marvel Studios, produkcijski studio koji stoji iza filmova, počeo je producirati vlastitu seriju 2018. godine za streaming platformu Disney+. Prva od tih serija premijerno je prikazana u siječnju 2021. godine, a objavljene su još tri. U razvoju je još najmanje 12 serija i dva specijala. Marvel Studios su usmjereni na sporedne likove iz filmova, imaju veći budžet od "Marvel Television" serija i međusobno se povezuju s filmovima na način na koje prošle serije nisu.

Dana 12. studenog 2021. na Disney+ Day eventu Marvel Studios prikazao je redizajnirane inačice logo serija iz prijašnje najave iz 2018.godine, uz njih najavio je i tri nove serije, Agatha: House of Harkness, spin-off WandaVision serije, Spider-Man: Freshman Year i Marvel Zombies u animiranom izdanju.

## Produkcija
Prva serija koja je proizvedena bila je Agenti S.H.I.E.L.D.-a, koja je emitirana na ABC-u u rujnu 2013., a Agent Carter pridružila joj se u siječnju 2015. U rujnu 2017. na ABC-u debitirala je Inhumans. Godine 2015. serija Daredevil i Jessica Jones producirane su za Netflix, a 2016. godine slijedila ih je Luke Cage. Godine 2017. pušteni su Iron Fist i crossover miniserija The Defenders, a potom i Punisher. Iste godine, Runaways je također debitirla na Huluu. MCU se 2018. dodatno proširio serijom Cloak & Dagger, koja se emitirala na Freeformu.

### Razvoj
U lipnju 2010. godine pokrenuta je Marvel Television s Jephom Loebom kao voditeljem. Studio je oko srpnja 2012. počeo razmišljati o proširenju filmske franšize Marvel Cinematic Universe producirajući televizijske serije nakon uspjeha Osvetnika, iako je trebalo biti svjestan planova Marvel Studiosa za filmove kako se ne bi miješao prilikom uvođenja nekoga ili nečega u svemir. Joss Whedon, koji je režirao Osvetnike za Marvel Studios prije nego što je suosnovao Agente S.H.I.E.L.D.-a za Marvel Television, opisao je odnos između televizijske serije MCU i filmova kao seriju koja dobiva "ostatke" iz filmova. U kolovozu 2015. godine Marvel Studios integriran je u Walt Disney Studios, a predsjednik Kevin Feige izvještavao je predsjednika Walt Disney Studija Alana Horna umjesto izvršnog direktora Marvel Entertainmenta Isaaca Perlmuttera, dok je Marvel Television ostao pod Perlmutterovom kontrolom.

## Marvel Television

### ABC serije
U Hrvatskoj serije Agents of S.H.I.E.L.D., Agent Carter su emitirane na FOX kanalu, dok Inhumans za sada nije emitirana u Hrvatskoj.
| Serija                | Sezona | Sezona | Epizoda | SAD emitiranje     | SAD emitiranje      | Hrvatsko emitiranje | Hrvatsko emitiranje |
| Serija                | Sezona | Sezona | Epizoda | Premijera          | Kraj                | Premijera           | Kraj                |
| --------------------- | ------ | ------ | ------- | ------------------ | ------------------- | ------------------- | ------------------- |
| Agenti S.H.I.E.L.D.-a |        | 1      | 22      | 24. rujna 2013.    | 13. svibnja 2014.   | 14. siječnja 2014.  | 27. svibnja 2014.   |
| Agenti S.H.I.E.L.D.-a |        | 2      | 22      | 23. rujna 2014.    | 12. svibnja 2015.   | 21. travnja 2015.   | 30. lipnja 2015.    |
| Agenti S.H.I.E.L.D.-a |        | 3      | 22      | 29. rujna 2015.    | 17. svibnja 2016.   | 7. siječnja 2016.   | 28. srpnja 2016.    |
| Agenti S.H.I.E.L.D.-a |        | 4      | 22      | 20. rujna 2016.    | 16. svibnja 2017.   | 13. listopada 2016. | 25. srpnja 2017.    |
| Agenti S.H.I.E.L.D.-a |        | 5      | 22      | 1. prosinca 2017.  | 18. svibnja 2018.   | 31. siječnja 2018.  | 27. lipnja 2018.    |
| Agenti S.H.I.E.L.D.-a |        | 6      | 13      | 10. svibnja 2019.  | 2. kolovoza 2019.   | 11. srpnja 2019     | 3. listopada 2019.  |
| Agenti S.H.I.E.L.D.-a |        | 7      | 13      | 27. svibnja 2020.  | 12. kolovoza 2020.  | 16. rujna 2020.     | 9. prosinca 2020.   |
| Agent Carter          |        | 1      | 8       | 6. siječnja 2015.  | 24. veljače 2015.   | 11. kolovoza 2015.  | 29. rujna 2015.     |
| Agent Carter          |        | 2      | 10      | 19. siječnja 2016. | 1. ožujka 2016.     | 4. kolovoza 2016.   | 6. listopada 2016.  |
| Inhumans              |        | 1      | 8       | 29. rujna 2017.    | 10. studenoga 2017. | -                   | -                   |

### Netflix serije
Netflixove serije nisu nikad prikazane na Hrvatskim tv kanalima.
Sve serije od 1. ožujka 2022. više nisu dostupne na Netflixu, zbog Netflixove licence završetka serija i Disneyjevog vraćanja prava.
Svih šest Marvelovih originalnih serija, kao i limitirana serija Agenti S.H.I.E.L.D.-a koje su se emitirale isključivo na Netflixu, od 16. ožujka 2022. preselit će se na Disney+. One će biti dostupne u svim ostalim Disney+ zemljama kasnije ove godine.
| Serija        | Sezona | Sezona | Epizoda | Objavljena          |
| ------------- | ------ | ------ | ------- | ------------------- |
| Daredevil     |        | 1      | 13      | 10. travnja 2015.   |
| Daredevil     |        | 2      | 13      | 18. ožujka 2016.    |
| Daredevil     |        | 3      | 13      | 19. listopada 2018. |
| Jessica Jones |        | 1      | 13      | 20. studenoga 2015. |
| Jessica Jones |        | 2      | 13      | 8. ožujka 2018.     |
| Jessica Jones |        | 3      | 13      | 14. lipnja 2019.    |
| Luke Cage     |        | 1      | 13      | 30. rujna 2016.     |
| Luke Cage     |        | 2      | 13      | 20. lipnja 2018.    |
| Iron Fist     |        | 1      | 13      | 17. ožujka 2017.    |
| Iron Fist     |        | 2      | 10      | 7. rujna 2018.      |
| The Defenders |        | 1      | 8       | 18. kolovoza 2017.  |
| The Punisher  |        | 1      | 13      | 17. studenoga 2017. |
| The Punisher  |        | 2      | 13      | 18. siječnja 2019.  |

### Young adult series
| Serija         | Sezona | Sezona | Epizoda | Premijera           | Kraj               | TV Kuća  |
| -------------- | ------ | ------ | ------- | ------------------- | ------------------ | -------- |
| Runaways       |        | 1      | 10      | 21. studenoga 2017. | 9. siječnja 2018.  | Hulu     |
| Runaways       |        | 2      | 13      | 21. prosinca 2018.  | 21. prosinca 2018. | Hulu     |
| Runaways       |        | 3      | 10      | 13. prosinca 2019.  | 13. prosinca 2019. | Hulu     |
| Cloak & Dagger |        | 1      | 10      | 7. lipnja 2018.     | 2. kolovoza 2018.  | Freeform |
| Cloak & Dagger |        | 2      | 10      | 4. travnja 2019.    | 30. svibnja 2019.  | Freeform |

### Adventure into Fear
| Serija   | Sezona | Sezona | Epizoda | Objavljena          | TV Kuća |
| -------- | ------ | ------ | ------- | ------------------- | ------- |
| Helstorm |        | 1      | 10      | 16. listopada 2019. | Hulu    |

## Marvel Studios

### 4. faza
Sljedeće serije trenutno se objavljuju ili su u potpunosti dostupne na streaming platformi Disney+.
| Serija                            | Sezona | Sezona  | Epizoda | Premijera           | Kraj                |
| --------------------------------- | ------ | ------- | ------- | ------------------- | ------------------- |
| WandaVision                       |        | 1       | 9       | 15. siječnja 2021.  | 5. ožujka 2021.     |
| The Falcon and the Winter Soldier |        | 1       | 6       | 19. ožujka 2021.    | 23. travnja 2021.   |
| Loki                              |        | 1       | 6       | 9. lipnja 2021.     | još traje           |
| What If...?                       |        | 1       | 9       | 11. kolovoza 2021.  | još traje           |
| Hawkeye                           |        | 1       | 6       | 24. studenoga 2021. | 22. prosinca 2021.  |
| Moon Knight                       |        | 1       | 6       | 30. ožujka 2022.    | 4. svibnja 2022.    |
| Ms.Marvel                         |        | 1       | 6       | 8. lipnja 2022.     | 13. srpnja 2022.    |
| I Am Groot                        |        | 1       | 5       | 10. kolovoza 2022.  | 10. kolovoza 2022.  |
| She-Hulk                          |        | 1       | 9       | 17. kolovoza 2022.  | 12. listopada 2022. |
| Neimenovani Halloween special     |        | Special | Special | listopad 2022.      | listopad 2022.      |

### Nadolazeće
| Serija                                      | Sezona  | Sezona  | Epizoda | Premijera      | Kraj           | Stanje         |
| 5. faza                                     | 5. faza | 5. faza | 5. faza | 5. faza        | 5. faza        | 5. faza        |
| ------------------------------------------- | ------- | ------- | ------- | -------------- | -------------- | -------------- |
| The Guardians of the Galaxy Holiday Special |         | Special | Special | Prosinac 2022. | Prosinac 2022. | Postprodukcija |
| What If...?                                 |         | 2       | 9       | 2023.          | 2023.          | U proizvodnji  |
| Secret Invasion                             |         | 1       | 6       | 2023.          | 2023.          | Postprodukcija |
| Ironheart                                   |         | 1       | 6       | 2023.          | 2023.          | Snima se       |
| Echo                                        |         | 1       | -       | 2023.          | 2023.          | Snima se       |
| Loki                                        |         | 2       | -       | -              | -              | Snima se       |
| Agatha: Coven of Chaos                      |         | 1       | -       | -              | -              | U razvoju      |
| Daredevil: Born Again                       |         | 1       | -       | -              | -              | U razvoju      |
| 6. faza i buduće                            |         |         |         |                |                |                |
| Marvel Zombies                              |         | 1       | -       | -              | -              | U razvoju      |
| Spider-Man: Freshman Year                   |         | 1       | -       | -              | -              | U razvoju      |
| Armor Wars                                  |         | 1       | -       | -              | -              | Pretprodukcija |
| Neimenovana serija Okoye                    |         | 1       | -       | -              | -              | U razvoju      |
| Neimenovana serija Nova                     |         | 1       | -       | -              | -              | U razvoju      |
| Neimenovamna serija Wonder Man              |         | 1       | -       | -              | -              | U razvoju      |
| Spider-Man: Sophomore Year                  |         | 1       | -       | -              | -              | U razvoju      |
| What if...?                                 |         | 3       | -       | -              | -              | U razvoju      |
| Neimenovana Wakanda serija                  |         | 1       | -       | -              | -              | U razvoju      |

## Otkazani projekti

### Moon Knight
Godine 2006., Marvel Studios i No Equal Entertainment najavili su televizijsku seriju uživo o Moon Knightu. Pisac Jon Cooksey potvrdio je 2008. godine da razvija televizijsku seriju o Moon Knightu. U kolovozu 2019. najavljena je drugačija serija Moon Knight za Disney+, smještena u Marvel Cinematic Universeu.

### Carol Danvers in Jessica Jones
U srpnju 2011. godine Carol Danvers trebala je debitirati u seriji Jessica Jones u seriji Jessica Jones kada je bila u razvoju za ABC, ali lik je promijenjen u korist Trish Walker kada su prešli na Netflix, zbog promjena u smjeru radnje MCU-a, poput odluke da se Danvers pojavi u jednom od njegovih filmova.

### Punisher
U listopadu 2011. godine FOX je razvijao Punisher kao jednosatnu televizijsku seriju. Projekt je na kraju otkazan u svibnju 2012. Druga serija fokusirana na Punishera objavljena je na Netflixu 2017. godine.

### The Hulk
Oko 2012. godine Guillermo del Toro razgovarao je s Marvel Studios o televizijskoj seriji pod nazivom Hulk kao dio Marvel Cinematic Universea. Serija je trebala biti emitirana na ABC-u. Međutim, nakon hvaljenog nastupa Marka Ruffala kao Hulka u The Avengers filmu, projekt je obustavljen.

### Marvel's Most Wanted
Dva špijuna i bivši supružnici Lance Hunter i Bobbi Morse su u bijegu: ne mogu računati ni na koga, čak ni na S.H.I.E.L.D., a mnogo je onih koji žele prikupiti nagradu koja im visi nad glavom. Bobbi i Hunter su tako prisiljeni sklopiti klimav dogovor s avanturistom Dominicom Fortuneom. 
Oko travnja 2015. godine Marvel Television radio je na spin-offu Agent of S.H.I.E.L.D.-a. Serija, koju su razvili Jeffrey Bell i Paul Zbyszewski, trebala se temeljiti na jednoj ili više priča prisutnih na kraju druge sezone.  Adrianne Palicki i Nick Blood započeli su pregovore o reprizi svojih uloga Bobbi Morse i Lancea Huntera u potencijalnoj seriji. U svibnju 2015. Deadline.com izvijestio je da je ABC ostavio po strani razvoj spin-offa Bell i Zbyszewski. Govoreći o neuspjehu serije da se razvije, predsjednik ABC-a Paul Lee rekao je da je "najbolja stvar za sada ostaviti Palicki i Blood u S.H.I.E.L.D.-u, jer je S.H.I.E.L.D. trenutno vrlo jak", iako ne isključuje mogući razvoj događaja u budućnosti.
U kolovozu 2015. godine, ABC je nastavio razvoj spin off S.H.I.E.L.D.-ovih Agenata, prerađenog i nazvanog Marvel's Most Wanted, kojoj su naručili pilot epizodu. Bell i Zbyszewski razvili su seriju i napisali pilot epizodu; u slučaju niza narudžbi, njih dvojica bili bi autori i izvršni producenti serije, zajedno s Jephom Loebom kao izvršnim producentom. Serija se trebala usredotočiti na likove Morsea i Huntera, a opisana je kao "novi pogled na duo i njihove avanture".
U siječnju 2016. godine Lee je potvrdio razvoj pilot epizode, pohvalio scenarij i otkrio da će produkcija početi sljedećih mjeseci. Pilot epizoda snimljena je oko ožujka 2016. Dio pilotske postave su i Delroy Lindo kao Dominic Fortune, Fernanda Andrade kao njezina nećakinja Christina Santos i Oded Fehr kao "poznati lik iz stripa". Dana 12. svibnja 2016. godine ABC je odlučio otkazati seriju.

### Marvel's Damage Control
U listopadu 2015. godine ABC je naručio pilot epizodu Marvel's Damage Control, humoristične serije temeljene na istoimenoj izmišljenoj tvrtki za stripove. Seriju je razvio Ben Karlin, a producirali su je ABC Studios i Marvel Television, koji su trebali pratiti događaje naglašenih i potplaćenih zaposlenika organizacije za kontrolu štete, koja je specijalizirana za čišćenje katastrofa uzrokovanih bitkama superheroja i oporavkom nestalih predmeta. Prema predviđanjima predsjednika ABC Entertainmenta Paula Leeja, serija se trebala emitirati za sezonu 2016./2017. Svaki daljnji razvoj serije završio je u prosincu 2019.
Organizacija se, međutim, spominjala u epizodi Agenti S.H.I.E.L.D.-a, a zatim se pojavila u filmu Spider-Man: Homecoming (gdje ju je osnovao Tony Stark) 2017. godine.

### Marvel's New Warriors
Skupina tinejdžera s moćima vrlo različitim od Avengersa odlučuje udružiti snage kako bi nešto promijenili, unatoč tome što nisu spremni biti heroji.
U kolovozu 2016. objavljeno je da Marvel radi na humorističnoj seriji temeljenoj na New Warriors grupi, u kojoj glumi Squirrel Girl i da je tražio kabelske kanale ili usluge videa na zahtjev kojima bi ponudio seriju.
U travnju 2017. godine Freeform je objavio da je naručio seriju.
U rujnu 2019. serija se službeno otkazala.

### Ghost Rider
Na granici između Teksasa i Meksika, Robbie Reyes osveti nevine oslobađanjem demonskog Ghost Ridera.
Tijekom razvoja četvrte sezone Agenti S.H.I.E.L.D.-a, Marvel je predložio da serija uvede lika Ghost Rider, nakon što su se filmska prava lika vratila Marvelu iz Sonyja u svibnju 2013.
Odabrana je verzija lika Robbieja Reyesa, u usporedbi s drugim verzijama stripova zbog njegovih obiteljskih vrijednosti, te kako bi se serija distancirala od Sonyjevih filmova Ghost Rider u kojima je Nicolas Cage prikazan kao verzija lika Johnnyja Blazea. Gabriel Luna je najavljen da će glumiti Reyesa, na Comic-Conu u San Diegu 2016. Mjesec dana kasnije, šef Marvel televisions Jeph Loeb rekao je da bi se lik "mogao upustiti u druge dijelove" MCU-a, ovisno o ishodu publike za njegovo pojavljivanje u Agentima S.H.I.EL.D.-a, Luna je izrazio interes za ponavljanje svoje uloge izvan serije. Luna je tog listopada izjavio kako je bilo "šuškanja" o spin-offu, ali je ponovio kako će to ovisiti o publici.
Hulu je naručio Ghost Rider u svibnju 2019., a Ingrid Escajeda bila je autorica i izvršna producentica zajedno s Paulom Zbyszewskim i Loebom, a Luna je ponovio svoje uloge. Serija je trebala biti u koprodukciji Marvel Televisions i ABC Signature Studia. Escajedu su privukli sukobljeni likovi serije, te je kazala kako će serijom ciljati i postojeće obožavatelje i širu javnost. Loeb je u srpnju 2019. izjavio da će se nova serija odnositi na Reyesovu ulogu u Agentima S.H.I.E.L.D. Tog rujna Hulu je odlučio ne nastaviti s projektom zbog kreativnih razlika.

## Vanjske poveznice
- Službena stranica Marvel (engl.)
- Službena stranica na streaming platmorfi Disney+ (engl.)